# Michael Reimer
Michael Reimer (* 30. Mai 1961 in Löbau) war Fußballspieler in der DDR. Für die BSG Chemie Leipzig spielte er in der DDR-Oberliga, der höchsten ostdeutschen Spielklasse. 
Reimer kam 1969 im Alter von acht Jahren zur Kindermannschaft der Betriebssportgemeinschaft (BSG) Chemie Leipzig. Dort durchlief er alle Nachwuchsmannschaften bis zu den Junioren, für die er bis 1979 spielte. Zur Saison 1979/80 wurde er in die Nachwuchsoberliga-Mannschaft aufgenommen, mit der er alle 26 Punktspiele bestritt, in denen er drei Tore erzielte. Außerdem absolvierte er eine Elektrikerlehre. Da die erste Mannschaft von Chemie Leipzig 1980 aus der DDR-Oberliga absteigen musste, wurde die Nachwuchsmannschaft ab 1980/81 als Chemie II, zu deren Aufgebot zunächst auch Reimer gehörte, in die drittklassige Bezirksliga Leipzig zurückgestuft. 
Zur Saison 1981/82 wurde der 1,72 m große Reimer in den Kader der ersten Mannschaft aufgenommen, die weiterhin in der zweitklassigen DDR-Liga spielte. Ein Jahr später gehörte Reimer zu den tragenden Kräften der der Chemie Elf, die in dieser Saison die Rückkehr in die Oberliga erreichte. Reimer war der einzige Spieler, der alle 22 Punkt- und die acht Aufstiegsrundenspiele bestritt, und er wurde mit seinen 13 Treffern zum Torschützenkönig der Leipziger. Auch in den folgenden beiden Oberligaspielzeiten gehörte Reimer zum Spielerstamm. Während er 1983/84 noch in 22 Punktspielen als Flügelstürmer eingesetzt wurde, versetzte ihn Trainer Gerd Struppert, nachdem Reimer zuvor nur einen Punktspieltreffer erzielt hatte, in der Spielzeit 1984/85 in die Abwehr. Diese Saison beendete Chemie Leipzig erneut als Absteiger, und in den nächsten zwei Jahren spielte Reimer mit der BSG Chemie wieder in der DDR-Liga. 1985/86 wurde er mit 16 Treffern erneut Torschützenkönig seiner Mannschaft. 
Im Mai 1987 wurde Reimer zum Wehrdienst einberufen. Er wurde zur Armeesportgemeinschaft Vorwärts Dessau abkommandiert, wo er weiterhin in der DDR-Liga Fußball spielen konnte. Auch bei der Vorwärts-Mannschaft war er in der Saison 1988/89 mit 13 Toren der treffsicherste Schütze. Nach seiner Entlassung schloss sich Reimer wieder Chemie Leipzig an und bestritt 1989/90 weitere 33 DDR-Ligaspiele, in denen er als Mittelfeldspieler mit sieben Toren zu den treffsichersten Spielern gehörte. Im Sommer 1990 beendete Reimer seine Laufbahn als Leistungssportler. Als Freizeitfußballer spielte er anschließend beim sächsischen Landesligisten SV Grimma in der 4. Liga und später im niedersächsischen Hameln.